# Avenida 27 de Febrero

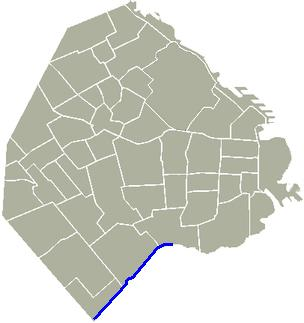
Lage der Avenida 27 de Febrero in Buenos Aires

Die Avenida 27 de Febrero ist eine circa sieben Kilometer lange Hauptverkehrsstraße in der argentinischen Hauptstadt Buenos Aires. Sie verläuft von Osten nach Südwesten und führt durch die Stadtteile Villa Riachuelo, Villa Soldati und Nueva Pompeya. Die Avenida beginnt an der Puente La Noria und endet an der Puente Alsina.
Am 5. Oktober 2005 wurde der Ausbau der Avenida 27 de Febrero um zwei weitere Fahrspuren eingeweiht, der nötig wurde, um die Autobahnen Autopista Dellepiane und Autopista 25 de Mayo zu entlasten. Der Ausbau war Teil des Bauprojektes Anillo Vial. Zusammen mit den Avenidas General Paz, Lugones und Cantilo wurde dadurch eine Umgehungsstraße um Buenos Aires herum geschaffen.
Der Name der Avenida erinnert an den 27. Februar 1812, an dem Manuel Belgrano zum ersten Mal eine blau-weiße Flagge hissen ließ, die heute die Flagge Argentiniens ist.